# Large Sky Area Multi-Object Fibre Spectroscopic Telescope
LAMOST
Pour les articles homonymes, voir Guo Shoujing (homonymie).
Le Large Sky Area Multi-Object Fibre Spectroscopic Telescope (c'est-à-dire Télescope spectroscopique multi-objets à fibres optiques grand champ) ou télescope Guo Shoujing, en abrégé LAMOST, est un télescope optique chinois de 4 mètres de diamètre. Il est conçu pour effectuer la spectroscopie de grandes portions du ciel (champ de 5°) et peut fournir le spectre simultané de 4000 objets célestes. LAMOST a été inauguré en 2007.

## Situation
Le télescope est situé sur le site de l'observatoire de Xinglong au sud du principal sommet des monts Yan dans la région de Hebei. Il a été développé par l'Académie chinoise des sciences pour un coût de 235 millions de yuans (environ 23 millions d’euros).

## Caractéristiques techniques
LAMOST comprend un miroir primaire fixe de 5,72 x 4,4 m de type lame de Schmidt composé de 24 segments hexagonaux qui réfléchit la lumière vers un miroir sphérique placé dans un tunnel oblique et qui est composé de 37 miroirs hexagonaux formant une surface réfléchissante de 6,67 x 6,05 m. Le miroir secondaire réfléchit à son tour la lumière vers le plan focal composé de 4000 fibres optiques réparties sur un diamètre de 1,75 mètre et espacée de 25,6 mm. La position individuelle de chaque fibre peut être ajustée dans un cercle de 33 mm avec une précision de 40 micromètres pour collecter la lumière d'un objet céleste. Le rayonnement collecté est alors analysé par 16 spectrographes pouvant analyser chacun la lumière de 160 fibres.